# La Culture physique

La Culture physique est une revue bimensuelle illustrée française créé à Paris par Albert Surier et Edmond Desbonnet, publiée entre 1904 et 1967, promouvant le culturisme et les bienfaits de l'activité physique pour tous.
Créée en 1904, la revue ne paraît pas entre 1914 et 1925, ni de septembre 1943 à décembre 1946. À partir de 1926, Albert Surier n'est plus mentionné qu'en qualité de « cofondateur ».
Après 1914, la revue absorbe les revues La Beauté par la santé, La Santé par la beauté, Santé-beauté et L'Athlète dont il reprend la numérotation d'années, plus ancienne.